# Djevojka s bisernom naušnicom (2003.)
Djevojka s bisernom naušnicom (eng. Girl with a Pearl Earring) je britanska romantična drama iz 2003., snimljena po književnom predlošku Tracy Chevalier.

## Radnja
Griet je mlada djevojka koja stiže u dom slikara Vermeera kao nepismena služavka. Zainteresirana za postupak nastajanja umjetničkog djela, Griet provodi sve više vremena uz slikara, a Vermeerova opsesija Grietinom ljepotom izaziva ljubomoru njegove posesivne supruge. Griet se, pak, mora nositi s pohotom Vermeerovog mecene, Van Ruijvena, koji slikaru naredi da naslika Griet. Tako služavka postane motivom Vermeerovog najpoznatijeg djela, Djevojka s bisernom naušnicom, naslikanog 1665.
Slika nije subjekt radnje, već objekt ili krajnji proizvod jedne uspješne suradnje i platonskih naznaka moguće, izazivajuće i, naravno, nikad izrečene ljubavi između spomenutog likovnog djelatnika s kraja 17. stoljeća i njegove neobično umjetnički senzibilizirane kućne pomoćnice, koja mu kasnije postaje i prava desna ruka – pomoćnica u njegovim slikarskim pothvatima oduševljavajući ga svojim vrlo zanimljivim i bistrim opažanjima, te postaje i ključan model za financijski presudnu narudžbu Vermeerova mecene, Van Ruijvena.

## Glavne uloge
- Colin Firth kao slikar Johannes Vermeer
- Scarlett Johansson kao Griet, sluškinja i model
- Tom Wilkinson kao Van Ruijven
- Judy Parfitt kao Maria Thins
- Cillian Murphy kao Pieter
- Essie Davis kao Catharina Vermeer

## Druge zanimljivosti
Film "Djevojka s bisernom naušnicom" inspiriran je slikom flamanskog slikara Johannesa Vermeera.

## Vanjske poveznice
- Službene stranice
- Djevojka s bisernom naušnicom u internetskoj bazi filmova IMDb-a